# Казеновія (Вісконсин)
Казеновія (англ. Cazenovia) — селище (англ. village) в США, в округах Ричленд і Сок штату Вісконсин. Населення — 363 особи (2020).

## Географія
Казеновія розташована за координатами 43°31′31″ пн. ш. 90°12′15″ зх. д. / 43.52528° пн. ш. 90.20417° зх. д. (43.525252, -90.204040).  За даними Бюро перепису населення США в 2010 році селище мало площу 2,52 км², з яких 2,35 км² — суходіл та 0,17 км² — водойми.

## Демографія
Згідно з переписом 2010 року, у селищі мешкало 318 осіб у 135 домогосподарствах у складі 88 родин. Густота населення становила 126 осіб/км².  Було 162 помешкання (64/км²).
Расовий склад населення:
| - 98,1 % — білих - 0,6 % — азіатів |

До двох чи більше рас належало 1,3 %. Частка іспаномовних становила 1,6 % від усіх жителів.
За віковим діапазоном населення розподілялося таким чином: 23,6 % — особи молодші 18 років, 56,0 % — особи у віці 18—64 років, 20,4 % — особи у віці 65 років та старші. Медіана віку мешканця становила 40,8 року. На 100 осіб жіночої статі у селищі припадало 95,1 чоловіків;  на 100 жінок у віці від 18 років та старших — 94,4 чоловіків також старших 18 років.
Середній дохід на одне домашнє господарство  становив 53 551 долар США (медіана — 43 000), а середній дохід на одну сім'ю — 68 564 долари (медіана — 60 417). Медіана доходів становила 44 375 доларів для чоловіків та 32 143 долари для жінок. За межею бідності перебувало 11,1 % осіб, у тому числі 8,0 % дітей у віці до 18 років та 14,8 % осіб у віці 65 років та старших.
Цивільне працевлаштоване населення становило 197 осіб. Основні галузі зайнятості: виробництво — 26,4 %, освіта, охорона здоров'я та соціальна допомога — 21,8 %, роздрібна торгівля — 10,2 %, мистецтво, розваги та відпочинок — 9,6 %.